# بالاخانلو (سغز أباد)
بالاخانلو (بالفارسية: بالاخانلو) هي مستوطنة تقع في إيران في قسم سغز أباد الريفي. يقدر عدد سكانها بـ 32 نسمة .